# Tygrysy Bhutanu
Tygrysy Bhutanu (ang. Bhutan Tiger Force, BTF) – grupa partyzancka z Bhutanu. 

## Geneza
Na przełomie lat 80. i 90. rząd Bhutanu głosząc hasło „Bhutan dla Bhutańczyków“ rozpoczął represje przeciwko przybyszom z Nepalu znanym jako Lhotshampa. Rząd postawił im ultimatum — albo przejdą na buddyzm, przyjmą bhutańską kulturę i język albo muszą opuścić kraj. W maju 1990 roku Lhotshampa wszczęli rebelię. Według grupy etnicznej zabitych zostało w niej pół tysięcy jej przedstawicieli. W następstwie zamieszek ponad 100 tysięcy Lhotshampa zostało wyrzuconych z kraju. Trafili oni do obozów dla uchodźców w Nepalu i Indiach.

## Historia

Flaga Bhutańskiej Partii Komunistycznej (Marksistowsko-Leninowsko-Maoistowskiej)

Formacja utworzona została w obozach dla uchodźców Lhotshampa z Bhutanu. Jest wojskowym skrzydłem Bhutańskiej Partii Komunistycznej (Marksistowsko-Leninowsko-Maoistowskiej). Celem ataków partyzantów są głównie przedstawiciele bhutańskich służb. Rząd Bhutanu zarzuca rebeliantom terrorystyczne ataki bombowe.

## Kontakty zagraniczne
Według rządu Bhutanu członkowie grupy przeszli szkolenia militarne w obozach Komunistycznej Partii Nepalu (Maoistowskiej). Rząd zarzuca im także kontakty z indyjskimi naksalitami.

## Ideologia
Są ugrupowaniem maoistowskim. Ich celem jest repatriacja uchodźców Lhotshampa do Bhutanu.